# Бурчак (Михайловский район)
Бурча́к (укр. Бурчак) — село,
Бурчакский сельский совет,
Васильевский район,
Запорожская область,
Украина.
Код КОАТУУ — 2323381101. Население по переписи 2001 года составляло 1644 человека.
Является административным центром Бурчакского сельского совета, в который не входят другие населённые пункты.

## Географическое положение
Село Бурчак находится на расстоянии в 5 км от села Любимовка и города Васильевка (Васильевский район).
По селу протекает пересыхающий ручей с запрудой.
Рядом проходят автомобильная дорога Т-0818 и
железная дорога, станция Бурчацк.

## История
- 1814 год — дата основания как хутор выходцами из села Михайловки.
- В 1874 году вблизи него пролегла железная дорога, у которой спустя два года возник полустанок, названный Бурчацком.

## Экономика
- «Червоный фронт», агрофирма, ОАО (был переименован в ООО «Бурчак»).

## Объекты социальной сферы
- Школа.
- Детский сад.
- Дом культуры.
- Фельдшерско-акушерский пункт.

## Достопримечательности
- Братская могила советских воинов, похоронено 600 советских солдат и офицеров.

## Известные люди
- Носаль Евдокия Ивановна (1918—1943) — заместитель командира эскадрильи 46-го гвардейского ночного бомбардировочного авиационного полка 218-й ночной бомбардировочной авиационной дивизии 4-й воздушной армии Северо-Кавказского фронта, гвардии младший лейтенант, Герой Советского Союза, родилась в селе Бурчак.